# 佩德罗·波罗
佩德罗·安东尼奥·波罗·绍塞达（西班牙語：Pedro Antonio Porro Sauceda；1999年9月13日—），是一名西班牙足球运动员，场上司职右后卫以及右前卫，現效力於英超球隊熱刺、西班牙国家足球队。

## 俱乐部生涯

### 早期生涯
波罗于1999年9月13日出生在西班牙埃斯特雷马杜拉自治区巴达霍斯省的小城市唐贝尼托。在他的青训生涯中，他曾先后效力过唐贝尼托体操CD以及巴列卡诺。在此之后，2017年8月10日，波罗加盟了西甲升班马赫罗纳。据西班牙媒体报道，他拒绝了来自西甲豪门皇家马德里与马德里竞技以及德甲班霸拜仁慕尼黑的邀请，选择了赫罗纳这支加泰罗尼亚球队作为下家。

### 赫罗纳
2017年11月28日，在还没有为预备队佩拉拉达出场的情况下，在赫罗纳客场1-1战平莱万特的国王杯比赛中，波罗在第80分钟替补出场，换下了进球功臣莫西卡，完成了一线队首秀。仅仅5天后，在佩拉拉达0-0战平埃布罗的西乙B比赛中，波罗在终场7分钟前替补登场，又完成了预备队首秀。
2018年5月6日，在佩拉拉达客场3-0完胜比利亚雷亚尔预备队的比赛中，波罗打进了自己的第一粒以及第二粒职业生涯进球。7月2日，他与俱乐部续约至2022年，并在季前赛中主要担任右后卫位置。
2018年8月17日，在赫罗纳主场0-0战平巴利亚多利德的比赛中，波罗在右后卫位置上首发出战，完成了西甲首秀。一天后，他又与俱乐部续约一年，他的新合同将会在2023年到期。
在球队的主力右后卫马菲奥离队后，波罗力压老将贝尼特斯，成为了主教练手下的主力右后卫。2019年1月31日，在赫罗纳主场1-3输给皇家马德里的国王杯比赛中，波罗在第71分钟为主队挽回颜面，打进了自己的第一粒一线队进球。

### 曼彻斯特城
2019年8月8日，波罗加盟英超豪门曼城。据英国媒体报道，转会费为1100万英镑。

#### 外租至巴利亚多利德
在仅仅加盟曼城4天后，波罗就被外租至西甲球队巴利亚多利德，租期一年。

#### 外租至葡萄牙体育
2020年8月16日，波罗租借从曼城加盟葡超豪门葡萄牙体育，租期两年。

## 国家队生涯
2021年3月，波罗收到了他的第一次国家队征召，将会随西班牙国家队参加2022年世界杯的欧洲区预选赛小组赛。2021年3月28日，在西班牙客场2-1击败格鲁吉亚的比赛中，波罗首发登场，完成了国家队首秀。

## 荣誉

### 俱乐部
葡萄牙体育
- 葡萄牙联赛杯冠军：2020–21、 2021–22
- 葡萄牙足球超级联赛冠軍：2020–21[18]

 热刺
- 欧洲联赛冠軍：2024–25年[19]